# Patalenița, Pazardjik
Patalenița (în bulgară Паталеница) este un sat în comuna Pazardjik, regiunea Pazardjik,  Bulgaria. 

## Demografie
Componența etnică a satului Patalenița
     Bulgari (96,98%)
     Nicio identificare (1,62%)
     Altele (1,71%)
La recensământul din 2011, populația satului Patalenița era de 1.228 locuitori. Din punct de vedere etnic, majoritatea locuitorilor (96,98%) erau bulgari. Pentru 1,62% din locuitori nu este cunoscută apartenența etnică.